# Ренлі Баратеон
Ренлі Баратеон (англ. Renly Baratheon) — вигаданий персонаж серії фентезі-романів «Пісня льоду й полум'я» американського письменника Джорджа Р. Р. Мартіна, та його телевізійної адаптації «Гра престолів».
Вперше з'являється у дебютному романі серії «Гра престолів» (1996). Ренлі Баратеон є наймолодшим з трьох синів Стеффона Баратеона — лорда Штормокраю (Storm's End) і хранителя Штормових Земель — та леді Кассани Естермонт.
У телевізійній адаптації від «HBO» роль Ренлі Баратеона грає англійський актор Ґетін Ентоні. Коментуючи свого персонажа, Ґетін зауважує: «Мені подобається його грати, тому що він фантастичний чоловік, який вважає, що Вестерос буде культурним, освіченим та цивілізованим місцем. Його головна перевага — і відповідь чому він так добре ладнає зі світом — полягає в тому, що він добре поводиться з людьми».

## Родовід
|  |                   |  |  |  |  |  |  |  |  |  |  |  |  |  |  |  |
|  | Ліонель Баратеон  |  |  |  |  |  |  |  |  |  |  |  |  |  |  |  |
|  |                   |  |  |  |  |  |  |  |  |  |  |  |  |  |  |  |
|  |                   |  |  |  |  |  |  |  |  |  |  |  |  |  |  |  |
|  | Ормунд Баратеон   |  |  |  |  |  |  |  |  |  |  |  |  |  |  |  |
|  |                   |  |  |  |  |  |  |  |  |  |  |  |  |  |  |  |
|  |                   |  |  |  |  |  |  |  |  |  |  |  |  |  |  |  |
|  | Леді Баратеон     |  |  |  |  |  |  |  |  |  |  |  |  |  |  |  |
|  |                   |  |  |  |  |  |  |  |  |  |  |  |  |  |  |  |
|  |                   |  |  |  |  |  |  |  |  |  |  |  |  |  |  |  |
|  | Стеффон Баратеон  |  |  |  |  |  |  |  |  |  |  |  |  |  |  |  |
|  |                   |  |  |  |  |  |  |  |  |  |  |  |  |  |  |  |
|  |                   |  |  |  |  |  |  |  |  |  |  |  |  |  |  |  |
|  | Ейгон V Таргарієн |  |  |  |  |  |  |  |  |  |  |  |  |  |  |  |
|  |                   |  |  |  |  |  |  |  |  |  |  |  |  |  |  |  |
|  |                   |  |  |  |  |  |  |  |  |  |  |  |  |  |  |  |
|  | Рейла Таргарієн   |  |  |  |  |  |  |  |  |  |  |  |  |  |  |  |
|  |                   |  |  |  |  |  |  |  |  |  |  |  |  |  |  |  |
|  |                   |  |  |  |  |  |  |  |  |  |  |  |  |  |  |  |
|  | Бета Блеквуд      |  |  |  |  |  |  |  |  |  |  |  |  |  |  |  |
|  |                   |  |  |  |  |  |  |  |  |  |  |  |  |  |  |  |
|  |                   |  |  |  |  |  |  |  |  |  |  |  |  |  |  |  |
|  | Ренлі І Баратеон  |  |  |  |  |  |  |  |  |  |  |  |  |  |  |  |
|  |                   |  |  |  |  |  |  |  |  |  |  |  |  |  |  |  |
|  |                   |  |  |  |  |  |  |  |  |  |  |  |  |  |  |  |
|  | Лорд Естермонт    |  |  |  |  |  |  |  |  |  |  |  |  |  |  |  |
|  |                   |  |  |  |  |  |  |  |  |  |  |  |  |  |  |  |
|  |                   |  |  |  |  |  |  |  |  |  |  |  |  |  |  |  |
|  | Кассана Естермонт |  |  |  |  |  |  |  |  |  |  |  |  |  |  |  |
|  |                   |  |  |  |  |  |  |  |  |  |  |  |  |  |  |  |
|  |                   |  |  |  |  |  |  |  |  |  |  |  |  |  |  |  |
|  | Леді Естермонт    |  |  |  |  |  |  |  |  |  |  |  |  |  |  |  |
|  |                   |  |  |  |  |  |  |  |  |  |  |  |  |  |  |  |
|  |                   |  |  |  |  |  |  |  |  |  |  |  |  |  |  |  |

## Опис персонажу
Ренлі не є особою з власною оповіддю подій, він другорядний персонаж, тож його дії спостерігаються через інших героїв, таких як Еддард Старк та Кетлін Старк. Ренлі Баратеон молодший брат королів Роберта та Станніса Баратеонів. Він зображений як вродливий та харизматичний чоловік, який легко заводить друзів, завдяки чому є доволі популярним серед простого народу.

## Сюжетні лінії

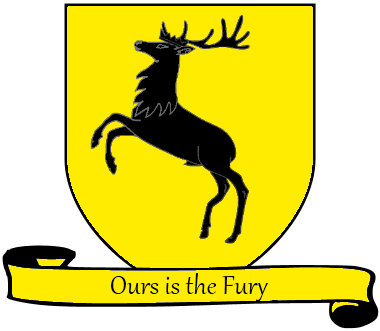
Герб дома Баратеонів

### У книжках

#### Гра престолів
Ренлі Баратеон наймолодший серед братів Баратеонів та лорд Штормокраю (Storm's End). Він зображений як вродливий та харизматичний чоловік, який легко заводить друзів. Ренлі радник короля та законодавець у малій королівській раді.

#### Битва королів
Після смерті Роберта, Ренлі проголошує себе королем Сімох Королівств, здобувши підтримку багатьох домів Штормових Земель, які присягали на вірність лорду Штормокрая. Він укладає союз з домом Тайреллів, одружившись з Марджері Тайрелл, донькою Мейса Тайрелла, лорда Небосаду (Highgarden). Перед тим, як йти на столицю, він дізнається, що Станніс взяв в облогу їхній родовий замок. Ренлі вирушає на допомогу з наміром розбити війська свого брата та відхиляє пропозицію Станніса стати його спадкоємцем. Напередодні вирішальної битви Ренлі помирає — його вбиває тінь, створена магією Мелісандри.

### У серіалі

#### Сезон 1
Ренлі Баратеон — лорд Штормокраю, наймолодший брат короля Роберта, його радник та законодавець малої ради. Він популярний серед народу, через вроду, жвавість, товариськість та схильність влаштовувати бали та маскаради. Йому не до вподоби битви та кровопролиття, він би радше заводив друзів, ніж вбивав ворогів. Ренлі таємний коханець Лораса Тайрелла, «Лицаря Квітів», який запевняє його в тому, що завдяки своїм якостям Ренлі буде кращим королем, ніж його старші брати. Перед самою смертю Роберта, Ренлі намагається переконати в цьому Еддарда Старка, правицю короля, та пропонує об'єднатись і та викрасти Джоффрі, щоб самим керувати державою. Занадто шляхетний Нед відмовляється, через що Ренлі, Лорас та їхні послідовники змушені тікати на південь. Коли Джоффрі стає королем та страчує Неда, Ренлі заперечує право небожа на трон та оголошує себе королем.

#### Сезон 2
Ренлі Баратеон проголошує себе королем Сімох Королівств, попри те, що його старший брат Станніс має на це більше прав. Ренлі здобуває підтримку багатьох домів Штормових Земель, які присягали на вірність лорду Штормокрая. Він також укладає союз з впливовим домом Тайреллів, одружившись з Марджері Тайрелл, залучивши цим під свої прапори союзників дома Тайреллів (включаючи Ренделла Тарлі, батька Семвелла Тарлі). Ренлі повільно веде свою могутню армію через південний Вестерос, вичікуючи свого часу. Кетлін Старк марно намагається переконати Ренлі та Станніса відкинути протиріччя та об'єднатись проти Ланністерів. Обидва не визнають право іншого на залізний трон. У ніч перед битвою з армією Станніса, Ренлі домовляється з Кетлін та дозволяє Роббу Старку залишити титул «Короля Півночі» за умови, що той визнає Ренлі королем «Залізного Трону». Саме тоді в присутності Кетлін Старк та Брієнни Тарт Ренлі вбивають. Демон тіні, народжений Мелісандрою, вбиває Ренлі, щоб звільнити шлях до престолу Станнісу Баратеону.

#### Сезон 5
Після того, як Станніс Баратеон зізнався у причетності до вбивства свого брата, Брієнна Тарт страчує Станніса, оголошуючи вирок іменем Ренлі Баратеона, справжнього короля Сімох Королівств.